# Sinclinal

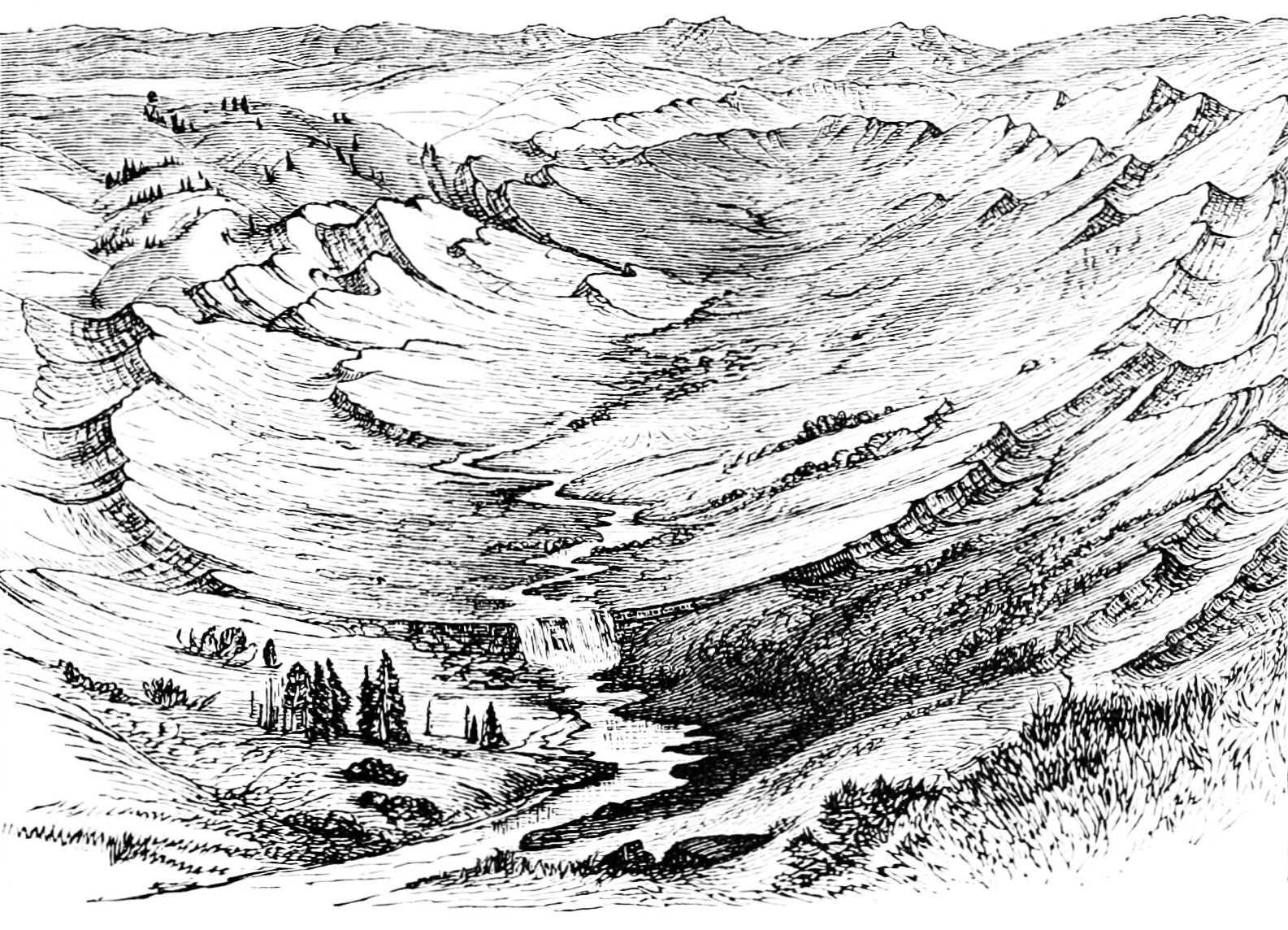
Sinclinal

Sinclinoriu

Sinclinalul este componenta structurii geologice cutate care corespunde cutei orientate în jos.
În axul sinclinalului pot apărea roci mai tinere, iar pe flancuri mai vechi.
Un Sinclinoriu reprezintă o asociație de cute în care cele din partea centrală sunt mai coborâte decât cele din părțile laterale.

## Imagini de sinclinale

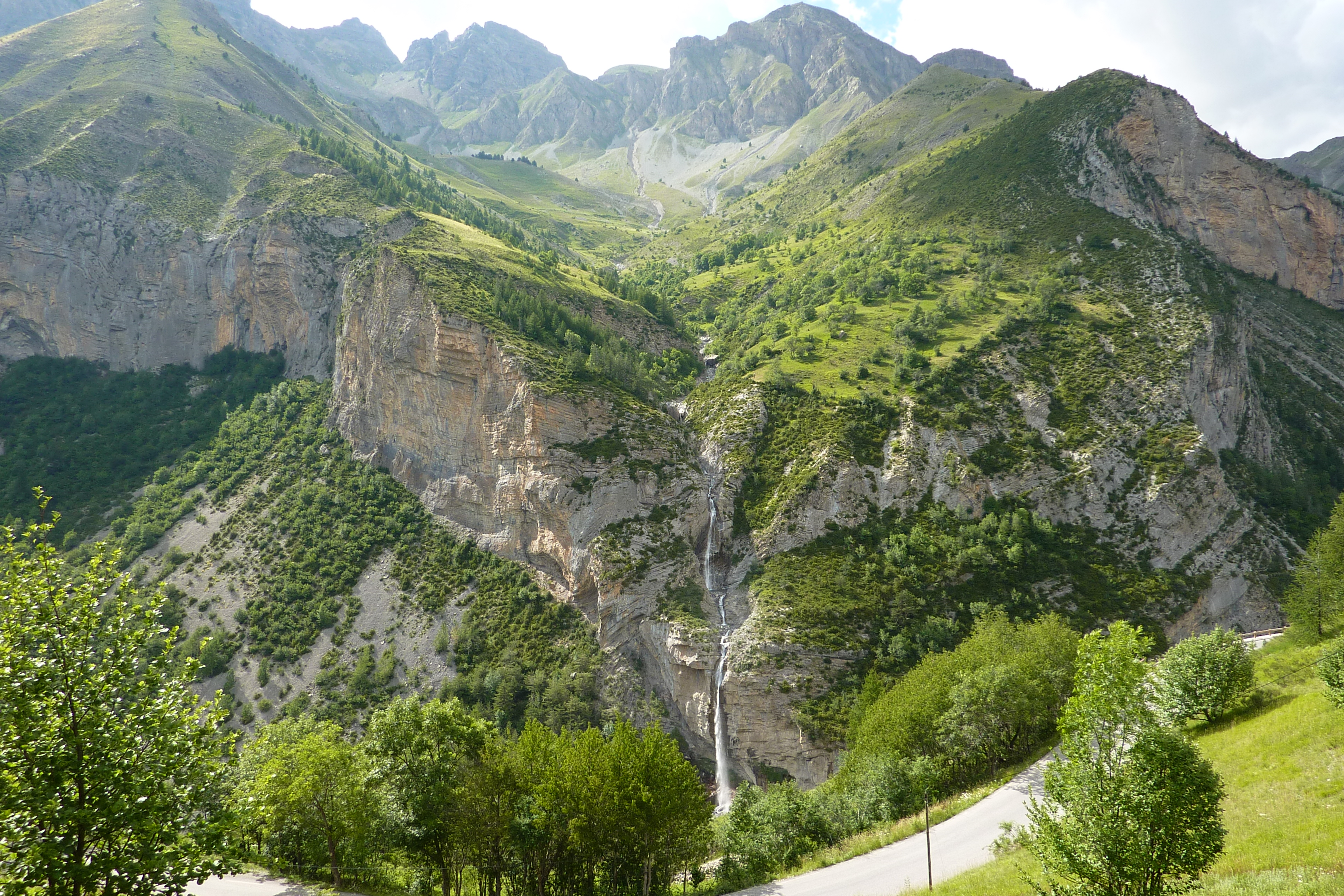
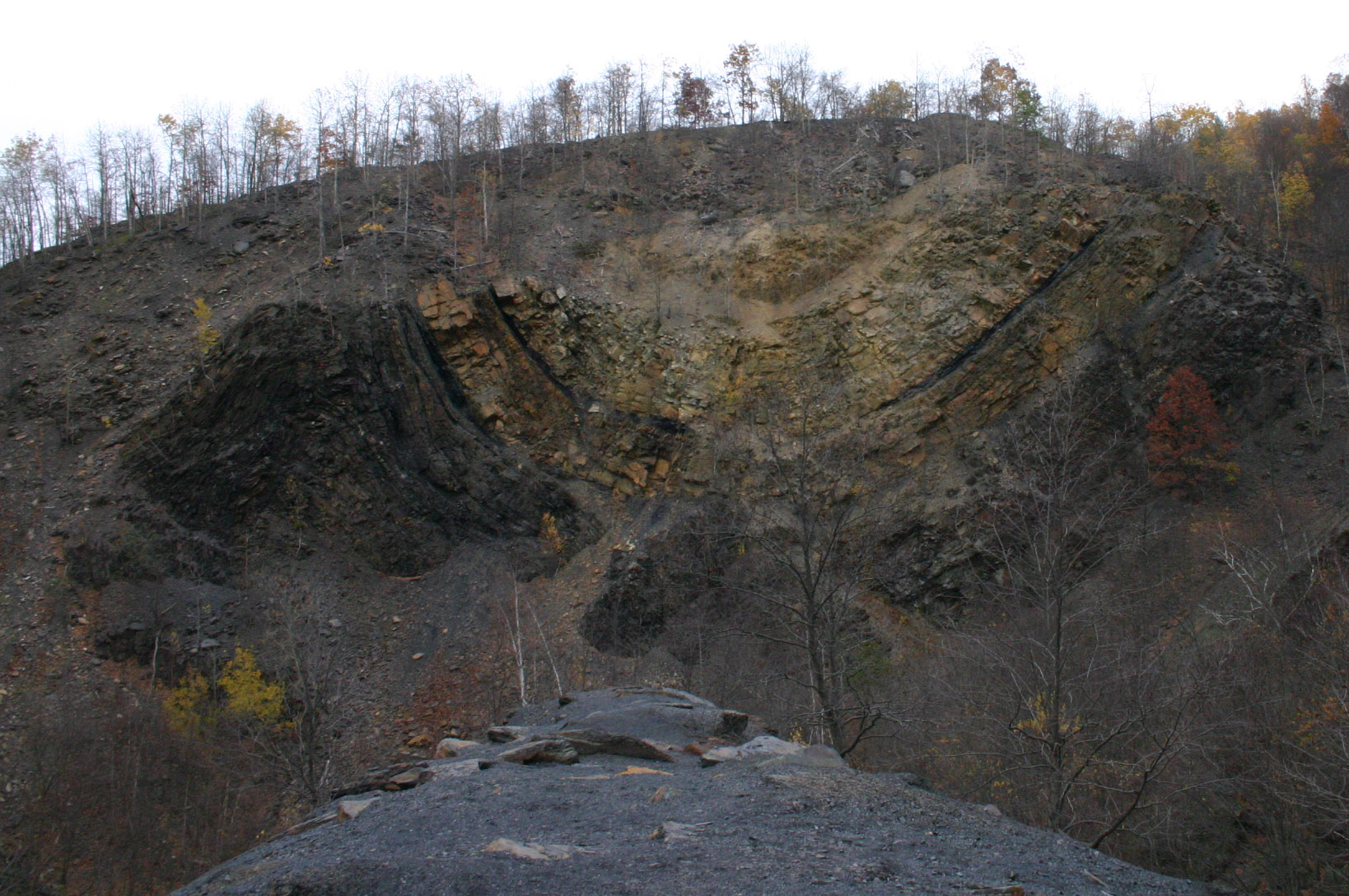
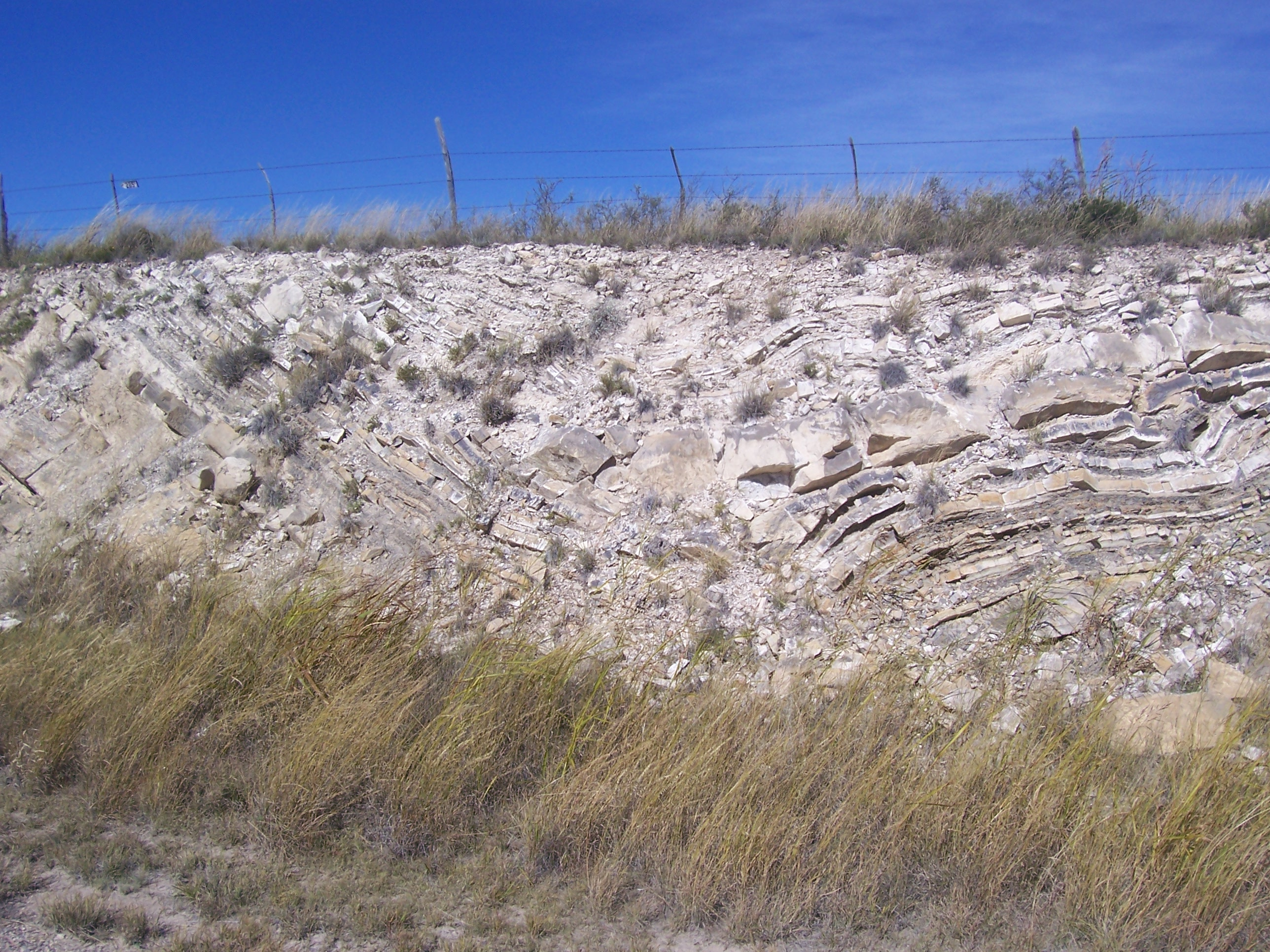
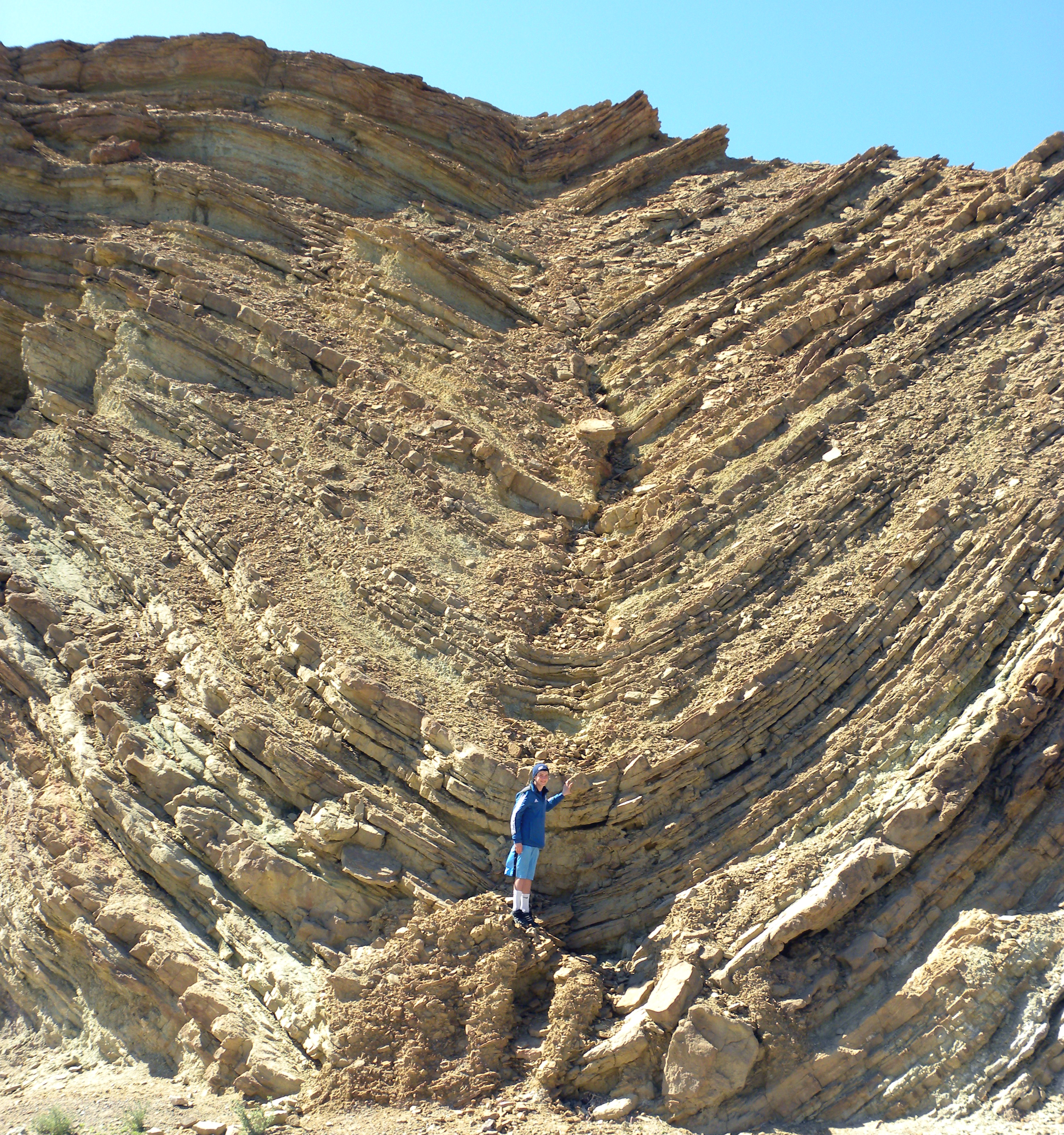
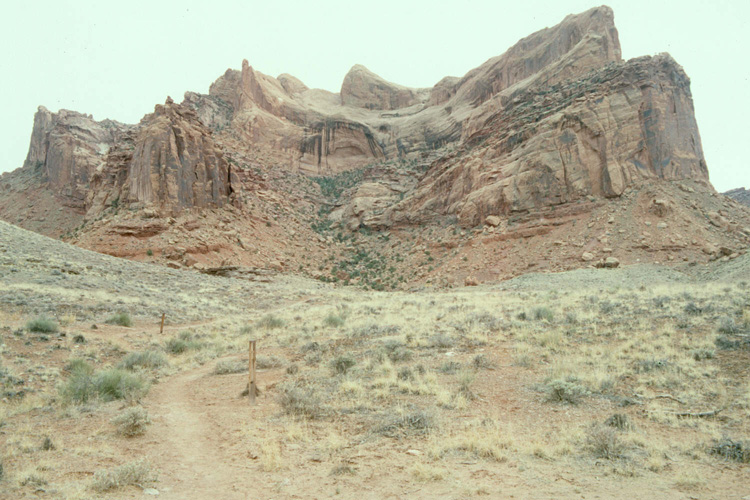
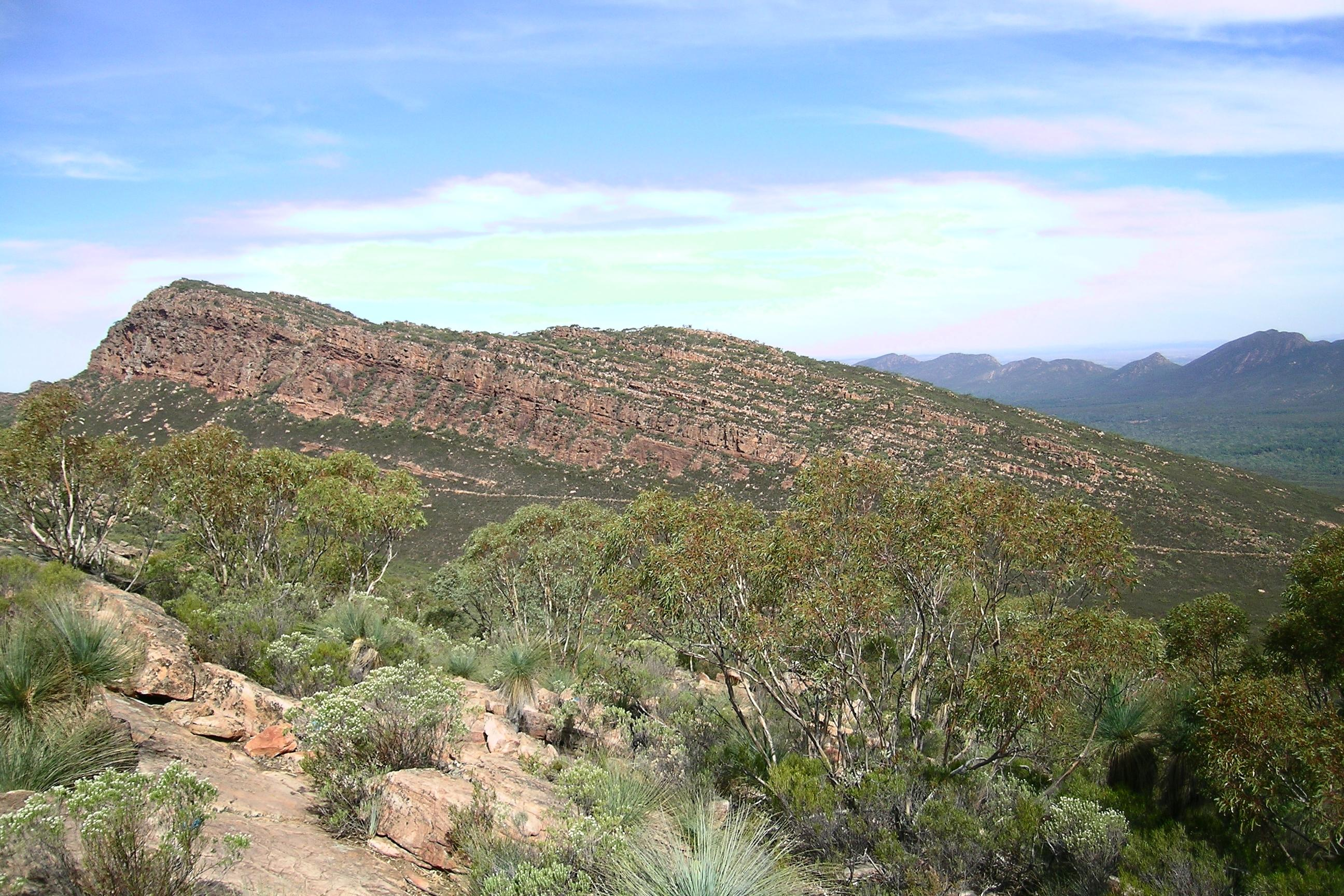